# Haasea musimontium
Haasea musimontium är en mångfotingart som först beskrevs av Pius Strasser 1937.  Haasea musimontium ingår i släktet Haasea och familjen Haaseidae. Inga underarter finns listade i Catalogue of Life.